# Dominik Hašek
Dominik Hašek (Pardubice, 29. siječnja 1965.) je umirovljeni češki hokejaš, koji je igrao na poziciji vratara. Poznat je i pod nadimkom Dominator.

## Karijera

### Klubovi
Hašek je debitirao u prvenstvu Čehoslovačke za Pardubice sa 16 godina. Tako je postao najmlađi igrač ikada u nekoj profesionalnoj hokejaškoj ligi. U Pardubicama je ostado devet sezona te prelazi u Duklu. Tamo je odigrao samo jednu sezonu.
Od 1990. do 1992. igrao je za Chicago Blackhawks. 1992. godine prelazi u Buffalo Sabres u kojem se zadržao sve do 2001. Nakon prelaska u Detroit Red Wings osvaja Stanleyjev kup. Iz Detroita odlazi u Ottawa Senators s kojima 2008. osvaja drugi Stanleyjev kup. Sljedeće godine se umirovio. No ta odluka je trajala kratko te se vraća u Pardubice i s njima osvaja naslov prvaka Češke. Karijeru je završio s 47 godina igrajući u KHL-u za Moskovski Spartak.

### Reprezentacija
Dominik Hašek je s Češkom osvojio zlatnu medalju na Zimskim Olimpijskim Igrama 1998. i bronačnu 2006. godine. Na svjetskim prvenstvima s reprezentacijom osvajao je redom: srebro (1983.) i broncu (1990., 1989. i 1987.)
Tri puta je bio proglašen za najboljeg golman na svjetskim prvenstvima, a 5 puta je bio izabran za hokejaša godine u Češkoj. Također je tri puta izabran za športaša godine u Češkoj, a izabran je i za najboljeg Češkog hokejaša svih vremena.